# ロジスティード陸上部
ロジスティード陸上部（ロジスティードりくじょうぶ）は、千葉県松戸市に本拠地を置く、ロジスティードの実業団陸上競技部である。監督は別府健至が務める。
2012年4月に、日立電線よりマラソン部を譲り受け、「日立物流グループ陸上部」として発足。
創部と同時期に松宮隆行の実弟・祐行がコニカミノルタ陸上部から移籍、2017年には元マラソン日本記録保持者の設楽悠太の実兄・設楽啓太が同じくコニカミノルタから移籍。2020年に監督が北口学から別府に代わり、別府の日本体育大学時代の教え子である服部翔大がHonda陸上競技部から移籍するなど、有力選手の育成強化にも努めている。

## 沿革
- 1970年 - 日立電線マラソン部創部
- 1995年 - 同社シンボルスポーツに取扱変更
- 2012年 - 日立物流グループ陸上部発足
- 2023年 - ロジスティード陸上部に改称

## 現在の主な所属選手
- 牟田祐樹（キャプテン）
- ジョナサン・ディク（英語版）
- リチャード・キムニャン
- 前田将太
- 小町昌矢
- 西嶋雄伸

## 過去の主な所属選手
- 栃木渡
- 市川孝徳
- 浅岡満憲
- 竹内竜真
- 永戸聖
- 上田健太
- 服部翔大
- 川村悠登
- 越川堅太
- 設楽啓太
- 小松陽平